# Scotorythra arboricolens
Scotorythra arboricolens là một loài bướm đêm trong họ Geometridae.